# Membrana sierosa
In anatomia, il termine membrana o tunica sierosa, nota anche semplicemente come sierosa, è utilizzato per indicare un particolare tessuto formato da un epitelio pavimentoso semplice non vascolarizzato, noto come mesotelio, responsabile della produzione di un liquido sieroso di consistenza simile a quella del muco e da un sottostante tessuto connettivo, vascolarizzato e innervato, con funzione principale di sostegno.

## Descrizione
La sua funzione è quella di rivestire organi del torace e dell'addome:
- quello che riveste il cuore e il mediastino è noto come pericardio;
- quello che riveste i polmoni e la parete toracica è noto come pleura;
- quello che riveste la parete addominale e gli organi ivi contenuti è noto come peritoneo.
- quello che riveste il testicolo è noto come tunica vaginale.
- quello che riveste l'utero è noto come perimetrio.

### Cavità sierose
Si definiscono cavità sierose gli spazi racchiusi all'interno delle membrane sierose. Vengono definite sierose perché all'interno delle cavità è contenuto un liquido, il liquido sieroso, che ha funzione lubrificante e permette di diminuire gli attriti tra le pareti delle membrane.
Queste cavità hanno la funzione di separare i due foglietti che costituiscono la membrana, permettendo lo scivolamento di una sulla superficie dell'altra. Ciò consente agli organi di rimanere isolati da quelli adiacenti e di poter scorrere senza attriti sulle superfici dei tessuti circostanti.
Esempio tipico di cavità sierosa è quello delle pleure polmonari: i due foglietti che costituiscono la pleura parietale e quella viscerale sono separate dalla cavità sierosa che, contenente il liquido sieroso, favorisce lo scorrimento dei polmoni all'interno della cassa toracica.